# Идрица
И́дрица — посёлок городского типа (с 1938) в Себежском районе Псковской области России, административный центр муниципального образования городское поселение Идрица.
Расположен на реке Идрица (приток реки Великой), вблизи федеральной трассы М9 «Балтия». Железнодорожная станция Идрица на линии Москва — Рига в 113 км к западу от города Великие Луки.
Численность жителей посёлка: 5242 человек в 2010 году и 4856 человек в 2013 году.

## История

### Возникновение посёлка
В XVI веке на территории посёлка городского типа существовало поселение — Выдрица, названное по наименованию реки, которая в средние века называлась Выдрица, Выдрянка, а впоследствии — Идрянка. Посёлок возник в связи со строительством Московско-Виндавской линии обществом Московско-Виндаво-Рыбинской железной дороги в конце XIX века и открытием в 1899 году железнодорожной станции Идрица.
В годы Первой мировой войны через станцию Идрица прошла имевшая тогда важное военное значение рокадная железная дорога Псков — Полоцк, в результате чего станция превратилась в железнодорожный узел стратегического значения. Это способствовало росту пристанционного посёлка.

### Становление посёлка
До Октябрьской революции посёлок Идрица входил в состав Непоротовской волости Себежского уезда Витебской губернии. Во время гражданской войны в России посёлок всё время оставался в руках сторонников Советской власти — исключением стали события мая 1919 года, когда возникшая в Непоротовской волости крупная (более 200 человек) банда «зелёных», возглавляемая Тарасом Сергученко, 27 мая захватила посёлок и станцию, ограбив станционную кассу. Прибывшие 28 мая из Новосокольников войска подавили восстание; Тарас был арестован, но его братья Семён и Иван, совершив налёт на гауптвахту, освободили его и увели в Латвию (позднее банда братьев Сергученко совершала набеги на территорию Себежского уезда вплоть до августа 1926 года, когда была разгромлена).
В 1920 году Непоротовская волость после укрупнения получила название Володарской волости. 15 февраля 1923 года в соответствии с декретом Президиума ВЦИК волость вновь укрупнили, а её центр из села Кицково перенесли на станцию Идрица. 24 марта 1924 года декретом ВЦИК Витебская губерния была упразднена (её бо́льшая часть передавалась Белорусской ССР), а Идрица вместе со всем Себежским уездом отошла к Псковской губернии.
В соответствии с Постановлением Президиума ВЦИК от 1 августа 1927 года, по которому в рамках проводимой в СССР административно-территориальной реформы (предусматривавшей ликвидацию деления на губернии и уезды) была образована Ленинградская область, посёлок Идрица вошёл в состав Великолукского округа этой области и стал административным центром новообразованного Идрицкого района (образован из Володарской, Луначарской и части Ленинской волостей Себежского уезда). Постановлением Президиума ВЦИК от 3 июня 1929 года Идрица и Идрицкий район вместе со всем Великолукским округом передавались в состав Западной области с центром в Смоленске (23 июля 1930 года Постановлением ВЦИК и СНК СССР Великолукский округ был упразднён).
Посёлок рос, первым промышленным предприятием в Идрице стал построенный в 1928 году кирпичный завод. Позднее появились льнозавод, автобаза, строительная организация.
Новое постановление Президиума ВЦИК от 1 января 1932 года упраздняло и Идрицкий район (Идрица отошла сначала к Пустошкинскому, а несколько позже — к Себежскому району). Постановлением Президиума ВЦИК от 29 января 1935 года вся территория бывшего Великолукского округа, включая Себежский район и Идрицу, передавалась в состав новообразованной Калининской области, причём 5 февраля того же года Великолукский округ был — уже в составе Калининской области — восстановлен, но вновь упразднён 4 мая 1938 года. Теперь Идрица и Идрицкий район (вновь образованный Постановлением Президиума ВЦИК от 1 июня 1936 года) были включены в состав Опочецкого пограничного округа Калининской области (последний был, впрочем, упразднён Указом Президиума Верховного Совета РСФСР от 5 февраля 1941 года).
В 1936 году начальная школа (открытая в 1918 году при железнодорожной станции) стала средней общеобразовательной. В 1937 году в Идрице открылось педагогическое училище. Развитию посёлка особенно способствовало строительство военного городка (в предвоенные годы — второго по величине в стране); в посёлке расположился аэродром и базировались два авиаполка.
В 1938 году посёлок Идрица получил статус посёлка городского типа.

### Годы Великой Отечественной войны
В первый же день Великой Отечественной войны в Идрице началась мобилизация. Линия фронта приближалась к посёлку быстро; уже начиная с 29 июня железнодорожная станция Идрица подвергалась интенсивным налётам немецко-фашистской авиации. Посёлок был оккупирован немецко-фашистскими войсками 15 июля 1941 года.
В нелёгкое время оккупации на территории посёлка действовал концентрационный лагерь. Население оказывало гитлеровским захватчикам сопротивление: в окрестностях Идрицы действовало несколько партизанских отрядов.
В 1942-43 годах на территории Идрицкого района Калининской области под патронажем немецких спецслужб существовала Республика Россоно. Её лидеры — эсеры Либих (латыш Либик) и Грязнов, анархист Мартыновский (командир «Ягд-команды Мартыновского» — псевдопартизанского отряда) провозглашали простую идеологию: за русский социализм без нацистов и сталинистов. Главной задачей «республиканского правительства» были провокации против немцев с целью выявления коммунистов и сочувствующих. В конце 1943-го Россоно вместе с почти всем её населением была уничтожена латышскими и украинскими карателями, а Мартыновский с «ягд-командой» продолжил своё чёрное дело в Белоруссии и Польше. Ожесточённый характер боёв, развернувшихся в районе Идрицы в 1944 году, определили наличие крупного транспортного узла и мощная оборонительная линия «Пантера» (часть «Восточного Вала»).
Освобождён посёлок Идрица от фашистов 12 июля 1944 года войсками 79-го стрелкового корпуса полковника С. Н. Перевёрткина, действовавшего в составе 3-й ударной армии 2-го Прибалтийского фронта, в ходе Режицко-Двинской наступательной операции. В тот же день войскам, обеспечившим прорыв обороны противника северо-западнее и западнее Новосокольников и освобождение Идрицы, приказом Верховного Главнокомандующего была объявлена благодарность, а в Москве дан салют 20 артиллерийскими залпами из 224 орудий. Приказом Верховного Главнокомандующего № 207 от 23 июля 1944 года почётное наименование Идрицких было присвоено: 150-й, 171-й, 219-й стрелковым дивизиям (в совокупности составлявшим 79-й стрелковый корпус), 29-й отдельной гвардейской танковой бригаде, 227-му отдельному танковому полку, 991-му самоходному артиллерийскому полку, 1539-му тяжёлому самоходному артиллерийскому полку, 1385-му зенитному артиллерийскому полку.
1 мая 1945 года знамя 150-й стрелковой ордена Кутузова II степени Идрицко-Берлинской дивизии генерал-майора В. М. Шатилова (Знамя Победы) было водружено в Берлине на крыше рейхстага. В написанной после войны книге В. М. Шатилова «Знамя над рейхстагом» был подробно описан боевой путь 150-й дивизии.
Во время Великой Отечественной войны участок Псков — Идрица — Полоцк железной дороги был разрушен и до сих пор не восстановлен. Станция Идрица утратила статус узловой.

### Послевоенные годы
22 августа 1944 года Указом Президиума Верховного Совета СССР была образована Великолукская область, в состав которой вошли Идрица и Идрицкий район. Указом Президиума Верховного Совета РСФСР от 2 октября 1957 года эта область была упразднена, а Идрица и Идрицкий район отошли к Псковской области. Наконец, новым указом от 3 октября 1959 года Президиум Верховного Совета РСФСР упразднил Идрицкий район; его территория, включая Идрицу, отошла к Себежскому району.
После окончания войны развернулись работы по восстановлению сильно пострадавшего посёлка. С 1950-х годов он интенсивно застраивался невысокими каменными и деревянными домами (одно- и двухэтажными); посёлок разрастался и благоустраивался. С 1962 года на территории посёлка размещается исправительная колония строгого режима.
Происшедшие на рубеже 1980—1990-х гг. в жизни страны кардинальные изменения негативно отразились на развитии Идрицы. Темпы жилищного строительства замедлился, ряд градообразующих предприятий был закрыт (кирпичный завод, маслозавод, мебельный комбинат), началось сокращение численности населения.
В настоящее время территория пгт включает в себя бывшие деревни: Идрия (старинные названия: Вырино, Выдрия, Выдро), Люлино, Старо-Козлово, Верхний Мост, Чайки.

## Население
| 1939  | 1959  | 1970  | 1979  | 1989  | 2001  | 2002  | 2009  | 2010  |
| ----- | ----- | ----- | ----- | ----- | ----- | ----- | ----- | ----- |
| 4224  | ↗4361 | ↗5608 | ↗5774 | ↘5541 | ↗5870 | ↘5784 | ↘5318 | ↘4988 |
| 2011  | 2012  | 2013  | 2014  | 2015  | 2016  | 2017  | 2018  | 2019  |
| ↘4982 | ↘4949 | ↘4900 | ↘4856 | ↘4760 | ↘4696 | ↘4653 | ↘4571 | ↘4467 |
| 2020  | 2021  |       |       |       |       |       |       |       |
| ↗4472 | ↘3992 |       |       |       |       |       |       |       |

## Экономика
В пгт расположены колония-поселение, колония строгого режима, в состав которой входит завод высоковольтной аппаратуры, находящийся в плачевном состоянии. Деревообрабатывающий завод разрушен. Льнообрабатывающий завод не работает. Кирпичный завод разрушен до основания. Маслосыродельный завод не работает.
Идрица и её окрестности с экологически чистой природой и привлекательными ландшафтами обладают значительным рекреационным потенциалом. На окружающих пгт холмах ледникового происхождения раскинулись разнообразные леса: сосняки, березняки, ельники.

## Транспорт
В городском поселении находится транспортно-пересадочный узел «Идрица», выполняющий функции автобусного и железнодорожного вокзалов. В настоящее время осуществляется ежедневное автобусное сообщение с крупными городами Псковской области и Санкт-Петербургом. С 11 декабря 2017 года по железнодорожной станции Идрица предусмотрена остановка поездов «Москва — Рига — Москва». С 16 марта 2020 года в связи с распространением коронавирусной инфекции движение единственного поезда было прекращено по инициативе латвийской стороны, так как поезд № 1/2 «Latvijas Ekspresis» принадлежал частному латвийскому перевозчику. Также на станции делает остановку пригородный поезд № 6509/6510 сообщением Великие Луки — Себеж. Он был возобновлен 8 октября 2021 года после шестилетнего перерыва. Поезд курсирует отправлением из Великих Лук по пятницам, субботам и воскресеньям.

## Достопримечательности
- Памятник Воину-освободителю (воссоздан в 2010 году после разрушения в 2007 году; архитектор Е. Северов; скульпторы В. Коваленко, А. Новиков)[44]; считается скульптурным символом Идрицы и визитной карточкой городского поселения «Идрица»[17].
- Памятник-бюст Герою Советского Союза Е. В. Михайлову (лётчик, повторивший 17 марта 1944 года подвиг Гастелло и направивший свой «Ла-5» в стоявший на станции Идрица состав из цистерн с горючим, после чего были уничтожены несколько вражеских эшелонов[45]); установлен на привокзальной площади, носящей его имя (1955 г.; скульптор Мотовилов Г. И., архитектор Поляков Л. М.)[17][46].
- Храм Тихвинской иконы Божией Матери. Строительные работы велись с 1996 года.
- Озёра: Люлинское, Островенское, Белое.
- На северном въезде в Идрицу возведён памятник (распятие) погибшим во время Великой Отечественной войны в концлагере, располагавшемся на территории пгт.

В Идрице родился Андрей Шувалов (1965) — 3-кратный бронзовый призёр Олимпийских игр (1988 и 1992), 3-кратный чемпион мира по фехтованию (шпага).
В 2019 году по Идрице получила название Идрицкая улица в Санкт-Петербурге.